# Omul puzzle
„Omul puzzle” (în engleză „The Jigsaw Man”) este o povestire științifico-fantastică din 1967 scrisă de Larry Niven. Face parte din seria acestuia Spațiul Cunoscut. A apărut prima dată în 1967 în volumul Viziuni periculoase (în engleză Dangerous Visions) editat de Harlan Ellison. În limba română volumul și povestirea au apărut la Editura Trei, în anul 2013.
A fost republicată în antologiile lui Larry Niven All the Myriad Ways (1971) și Tales of Known Space (1975).

## Prezentare
În viitor, infractorii condamnați pentru infracțiuni capitale sunt obligați să-și doneze toate organele lor pentru medicină, astfel încât părți din corpul lor să poată fi folosite pentru a salva vieți și, astfel, pentru a plăti în fața societății pentru infracțiunile lor. Cu toate acestea, cererea mare de organe i-a inspirat pe parlamentari să coboare bariera pentru ceea ce consideră infracțiuni capitale și să reducă perioada de așteptare până la execuție.
Protagonistul poveștii, sigur că va fi condamnat pentru o crimă capitală, dar simțind că pedeapsa sa este nedreaptă, evadează din închisoare și decide să facă ceva cu adevărat grav pentru a fi condamnat la moarte. El vandalizează instalația de recoltare a organelor, distrugând o cantitate mare de echipamente și de organe recoltate, dar atunci când este prins din nou și trimis în judecată, această infracțiune nici măcar nu apare în lista de acuzații, întrucât procurorii sunt deja siguri că-l vor condamna la moarte pe baza infracțiunii sale inițiale: încălcări repetate ale traficului.

## Legături externe
- en  Istoria publicării lucrării Omul puzzle la Internet Speculative Fiction Database

## Vezi și
- 1967 în științifico-fantastic